# Mesa de Moctezuma
Se le llama la Mesa de Moctezuma a la forma y lugar en la que el mismo tlatoani consumía sus alimentos. Cronistas importantes fueron testigo de esta magnífico ritual que se llevaba cada día. Entre ellos, Bernal Díaz del Castillo, en su libro Historia verdadera de la conquista de la Nueva España, muestra como los mexicas protocolos y normas de etiqueta muy específicas que se transmitían de generación en generación. La abundancia de platillos que se encontraba en este banquete cotidiano  reflejan gran parte de lo que hoy en día es la cocina mexicana. 
La Mesa de Moctezuma representa más que solo la cocina azteca y la perfección por el buen comer, muestra el dominio de estos mismos pues para poder tener los ingredientes más frescos y exquisitos se necesitaban de vías y acuerdos de comercio con las otras civilizaciones a la periferia del territorio azteca.

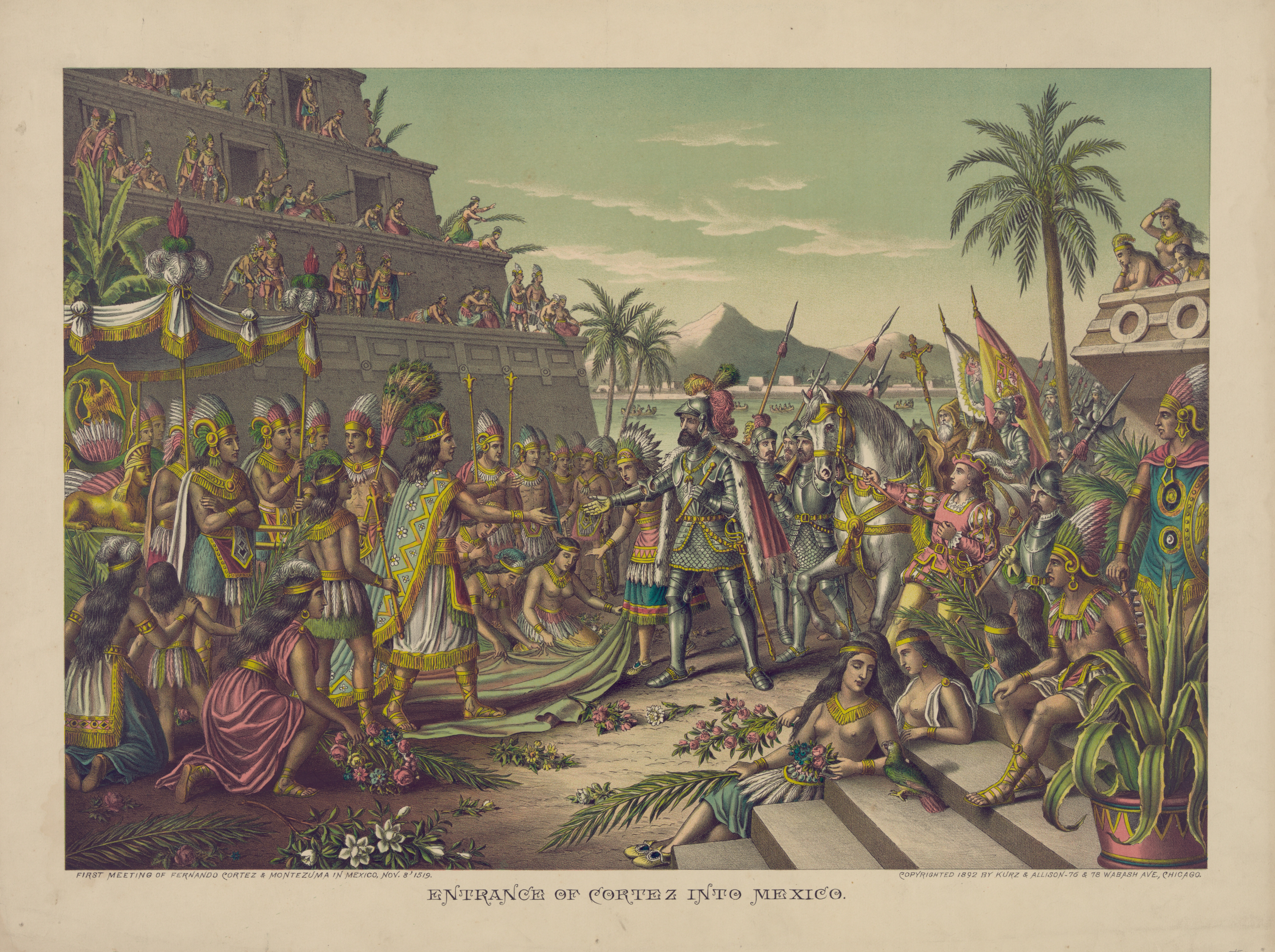
Cortés y Moctezuma

## El Ritual
El ritual era de lo más elegante y refinado que uno se podría imaginar, requería de cierto protocolo especial que se llega a considerar como Cocina Imperial Azteca. La ceremonia consistía en un gran banquete con más de 300 platos elaborados de 30 guisados diferentes. Para evitar que los platillos se enfriaran, se mantenían sobre braseros de barro y un trozo de carbón hirviendo , pues los platillos debían estar en su punto cuando Moctezuma o alguno de sus invitados querían.
Previo a la comida se requería lavarse las manos, pues al no tener cubiertos esta era la manera de comer los alimentos. Para el aseo de manos y boca, Moctezuma siempre tenía a su disposición una servilleta de tela que usaban una vez. Esta tela especial era parte del tributo que llegaban en grandes cantidades al imperio.
Las mesas siempre tenían que estar cubiertas con manteles de hilo blanco, hechos a mano,  que tenían que ser retirados al final junto con los platos. Además la vajilla también era especial para este evento, pues había unas escudillas de tamaño pequeño que embonaban con los braseros mencionados previamente.
El emperador comía con cuatro de sus consejeros, pero él escogía qué compartirles. generalmente era el platillo que más le gustaba al Tlatoani. Sin embargo, los asesores comían de pie y no podrían mirarlo a la cara.
Para este ritual asistían seis sirvientas, dos se encargaban, exclusivamente, de llevar las tortillas de maíz calientes. El encargado de los demás sirvientes le mostraba a Moctezuma los guisados y le daba a conocer los mejores del día. A continuación el emperador escogía.
Mientras se comía, no se permitía hacer cualquier tipo de ruido, hablar o alboroto de manera escandalosa. Al ser el Tlatoani, era importante que tuviera a la mano cualquier tipo de alimento, esto incluía bebidas y fruta, sin importar que ese día no quisiera, pues esto era una forma de demostrarle respeto y completa fidelidad.

## Testigos
Bernal Díaz del Castillo, en su obra Historia Verdadera de la Conquista de la Nueva España, describe de manera detallada su experiencia al ser parte de este ritual. Por ejemplo, afirma que estaba prohibido ver a Moctezuma comer:  “Ya que comenzaba a comer, echábanle delante una como puerta de madera muy pintada de oro, porque no le viesen comer, y estaban apartadas las cuatro mujeres; y allí se le ponían a sus lados cuatro grandes señores viejos en pie, con quien Moctezuma de cuando en cuando platicaba y preguntaba cosas; y que mucho favor daba a cada uno de estos viejos un plato de lo que a él más le sabía.”

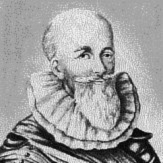
Bernal Díaz del Castillo

Otro testigo de esta majestuosa mesa y de la manera de comer de Moctezuma fue Hernán Cortés. En su Segunda Carta de Relación escribió: “La manera de cómo le daban de comer, es que venían trescientos o cuatrocientos mancebos con el manjar, que era sin cuento, porque todas las veces que comía, y le traían de todas maneras de manjares, así de carnes como de pescados, fruta y yerbas que en toda la tierra se podrían haber. Y porque la tierra es fría, traían debajo de cada plato y escudilla de manjar un braserico con brasa para que no se enfriase”.  Deja claro la abundancia de este ritual. 

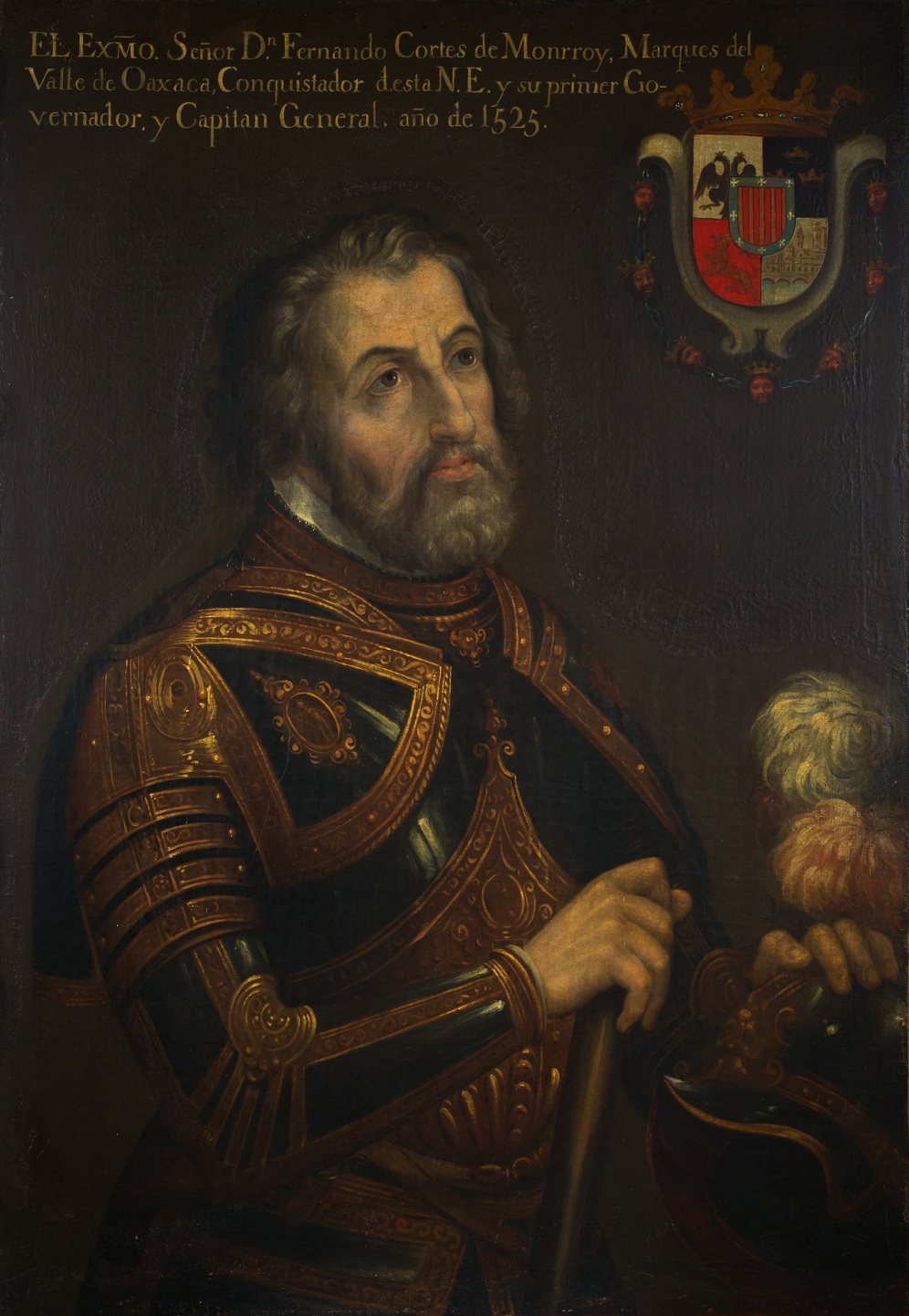
Hernán Cortés,

Por último, el cronista fray Francisco de Aguilar da una idea de la variedad de platillos que se servía. "También tenían su lugar las ranas, los ajolotes y toda una rica variedad de tortillas que mucho agradaron a los conquistadores. Les servían también toda clase de frutas locales y de todas las regiones. Capítulo especial era el de la variedad de postres, entre los que mencionamos: elotes endulzados con mieles, chapulines, miel de abeja, caña de maíz; frutas, mamey, zapote negro, zapote blanco, chicozapote, chirimoya, pitayas, tejocotes, capulines y tunas" 

## Platillos en la Mesa de Moctezuma
Francisco menciona alguno de los platillos que se servían en este ritual tan espectacular. Sin embargo, existe la leyenda que a Moctezuma le gustaba muchos tipos de carne; entre ellos la humana. Se dice que comía carne de esclavos, jóvenes, mujeres, niños, etc.; dependía de a que dios iba dirigido el sacrificio.  
Se podía identificar la presencia de alimentos, que a la fecha siguen siendo típicos en la cultura mexicana: como lo eran el cacao, maíz, tomate, gran variedad de pimientos, especias como la vainilla, etc.
Entre otros platillos se encontraban:
- Tostaditas de maíz con ensalada de nopalitos
- Sopes con escamoles en salsa de chile pasilla
- Huitlacoche
- Brochetas de fruta
- Pescado fresco de Veracruz
- Codorniz
- Venado
- Tlacoyos
- Sopa de Hongos
- Tepezcuintles
- Torta de algas
- Caracoles guisados en horno de tierra
- Chapulines en salsa verde
- Tamales de maíz
- Pan de elote